# 25a Divisió (Exèrcit Popular de la República)
La 25a Divisió va ser una de les divisions de l'Exèrcit Popular de la República que es van organitzar durant la Guerra Civil espanyola sobre la base de les Brigades Mixtes. Va intervenir en les batalles d'Osca, Belchite, Terol i Llevant.

## Historial
La divisió va ser creada a l'abril de 1937, en el si de l'incipient Exèrcit de l'Est. Va ser organitzada a partir de l'antiga divisió «Jubert», que havia estat l'antiga columna «Ortiz» de milicians anarquistes.
Al juny va participar en l'Ofensiva d'Osca. La nit del 9 al 10 de juny efectius de la 25a Divisió van iniciar una acció diversiva sobre el front enemic, ocupant diverses posicions; l'operació general, però, acabaria fracassant. A la fi d'agost algunes de les seves unitats van participar en l'Ofensiva de Saragossa —especialment, la 116a Brigada Mixta—, destacant-se significativament durant la batalla de Belchite. El comandant de la divisió, el major de milícies Antoni Ortiz, va ser destituït després de la batalla de Belchite i substituït pel més fiable Miguel García Vivancos.
Al desembre, de cara a la batalla de Terol, va ser integrada al costat de la 11a Divisió en el XXII Cos d'Exèrcit. Les forces de la 25a Divisió van aconseguir conquistar el Cementiri vell, l'Ermita de Santa Bárbara i la posició de «El Mansueto», encara que van sortir molt infringides en els combats en la capital terolenca. Després dels combats va quedar situada en la rereguarda com a força de reserva. Durant l'ofensiva franquista a Aragó, al març de 1938, la unitat va haver de retirar-se davant la pressió enemiga. Acabaria retirant-se al sud de l'Ebre, després del tall de la zona republicana en dues. Durant aquestes setmanes la divisió va estar agregada a diversos cossos d'exèrcit.
Posteriorment va ser integrada en el XVII Cos d'Exèrcit, al costat de les divisions 40a i 65a. Entre maig i juliol va intervenir molt activament en la campanya del Llevant, tenint una destacada intervenció durant la defensa republicana de la «bossa» de Caudiel. Va romandre la resta de la contesa sense intervenir en operacions de relleu.

## Comandaments
Comandants
- Major de milícies Antoni Ortiz Ramírez;[10]
- Major de milícies Miguel García Vivancos;[11]
- major de milícies Manuel Cristóbal Errandonea;[12]
- major de milícies Eusebio Sanz Asensio;[13]
- major de milícies Víctor Álvarez González;[14]

Comissaris
- Saturnino Carod Lerín, de la CNT;[15]
- Antonio Ejarque Pina, de la CNT;[16]

Cap d'Estat Major
- Comandant d'infanteria Alfredo Navarro Sanganetti;[17]

## Ordre de batalla
| Data              | Cos d'Exèrcit adscrit | Brigades Mixtes integrades | Front de batalla |
| ----------------- | --------------------- | -------------------------- | ---------------- |
| Maig-juny de 1937 | XII Cos d'Exèrcit     | 116a, 117a, 118a           | Aragó            |
| Desembre de 1937  | XXII Cos d'Exèrcit    | 116a, 117a, 118a           | Terol            |
| Maig de 1938      | XXI Cos d'Exèrcit     | 116a, 117a, 118a           | Llevant          |
| Juliol de 1938    | XVII Cos d'Exèrcit    | 116a, 117a, 118a           | Llevant          |
| Març de 1939      | XIII Cos d'Exèrcit    | 116a, 118a                 | Llevant          |